# Harley-Davidson
Harley-Davidson Inc H-D ali samo "Harley" je ameriški proizvajalec motornih koles. Podjetje je znano po svojih težkih čoperjih, ki so velikokrat potovarniško modificrani. Leta 1920 je bil H-D največji proizvajalec motornih koles na svetu, imel je zastopnike v 67 državah. H-D in Indian sta bila edina večja ameriška proizvajalca motornih koles, ki sta preživela Veliko depresijo.

## Galerija
- Vojaški WL
- 1971 Aermacchi Harley-Davidson Turismo Veloce
- Replika "Captain America bike" iz filma Easy Rider.
- 1450 cc, dvovaljni V-motor
- Evolution Sportster
- V-rod
- Softail
- 2002 Sportster